# Розовая мечеть (Казань)
Розовая мечеть (тат. Ал мәчет; Десятая соборная, У татарского кладбища, Низенькая бухарская, Зеленая) — мечеть в Ново-Татарской слободе Казани. Построена в 1906 году на средства купца Мухаммед-Садыка Галикеева. Закрыта в 1931 году. Архитектор неизвестен. Название получила по цвету стен. Находится по адресу ул. М. Гафури, 67.
С 1998 года здание бывшей мечети передано Медресе имени 1000-летия принятия Ислама.

## История мечети
В 1905—1906 годах купец 1-й гильдии Мухаммед-Садык Мухаммед-Сафович Галикеев построил ныне существующее здание мечети. Постановлением ЦИК Татреспублики от 22 июля 1931 года мечеть была закрыта, здание использовалось не по назначению (профилакторий). Двусветный зал был разделен перекрытием на два этажа с переделкой арочных окон на большие прямоугольные. Верхний цилиндр и шатер минарета были разобраны. Постановлением Кабинета Министров Татарской ССР № 337 от 31.07.1991 признана памятником архитектуры. Восстановлена в 2000-е годы.

## История махалли
По сообщению Ш. Марджани на месте Розовой мечети ранее находилась Низенькая мечеть, построенная на средства купца М. А. Апанаева в 1808 году.

## Архитектура
Мечеть относится к типу зальной с наземным минаретом, пристроенным к северному фасаду. Двусветное кирпичное прямоугольное здание мечети под четырехскатной крышей. Вход расположен в основании минарета с северной стороны. Двусветный антресольный зал со сводчатым перекрытием освещался двумя рядами окон. Квадратный четверик основания минарета включает вестибюль. С западной и восточной стороны к нему примыкают два объёма, из которых в правом размещалась лестница на антресоли и винтовая лестница минарета, в левом — служебное помещение. Усечённая пирамидальная форма с треугольными скосами в верхней части и круглыми проёмами в основании служит переходом от четверика к восьмигранному ярусу, на котором располагался более узкий цилиндр с круговым балконом. Последний ярус был увенчан пышным сталактитовым карнизом и высоким ребристым шатром на невысоком восьмерике с балконом, имеющим ажурное кованое ограждение. Оформление фасадов выдержано в стиле эклектики национально-романтического направления с преобладанием «восточных» мотивов.